# Philipp Christoph Zeller
Philipp Christoph Zeller (8 d'abril de 1808 - 27 de març de 1883) fou un entomòleg alemany.
Zeller va néixer a Steinheim (Murr) Württemberg,a dues milles de Marbach, el lloc de naixement de Schiller. La família es va traslladar a Frankfurt (Oder) on Philip va aprendre entomologia principalment copiant llibres. Zeller va anar després a la Universitat de Berlín. Fou un Oberlehrer o mestre escolar de primària a Glogau fins a 1835. Llavors esdevingué un instructor a l'institut de Frankfurt (Oder) i l'any 1860 va ser nomenat com l'instructor sènior de l'institut tècnic més gran dins Meseritz. Va renunciar a aquest càrrec per anar a Stettin, seu de la Stettin Entomological Society, una de les societats entomològiques més importants de l'època.
Els primers estudis entomològics de Zeller foren sobre els coleòpters i els dípters i el seu admirat Johann Wilhelm Meigen. Això és de gran importància, ja que els estudis de lepidòpters eren fins llavors, més preocupats per les descripcions d'espècies que amb la sistemàtica i les relacions filogenètiques i la nomenclatura ja era molt confusa. Zeller, crea l'obra lepidopterològica més significativa del segle xix The Natural History of the Tineinae. Aquesta monumental monografia de 13 volums, va ser començada l'any 1855 i completada l'any 1873. Els altres principals autors foren l'anglès Henry Tibbats Stainton, el suís Heinrich Frey i un altre anglès, John William Douglas.
La Història Natural del Tineinae aparegué en anglès, francès, alemany i edicions llatines, l'entomòleg irlandès Alexander Henry Haliday va fer les traduccions. La feina va establir Zeller com el més gran entomòleg del segle.
Va descriure 186 nou gèneres d'arnes
La seva col·lecció va ser adquirida per Thomas de Grey, 6è Baró de Walsingham i més tard donada al Museu d'Història Natural de Londres.

## Treballs
- Versuch einer naturgemässen Eintheilung der Schaben, Tinea (Isis, 1839).
- Kritische Bestimmung der in Reaumur's Memoiren vorkommenden Lepidopteren (Isis, 1838)
- Kritische Bestimmung der in de Geer's Memoiren enthaltenen Schmetterlinge (Isis, 1839)
- Monographie des Genus Hyponomeuta (Isis, 1844)
- Anmerkungen zu Friederike Lienig Lepidopterologischer Fauna von Livland und Curland (Isis,1846)
- Die Arten der Blattminiergattung Lithocolletis beschrieben (Linnaea, 1846)
- Bemerkungen über die auf einer Reise nach Italien und Sicilien gesammelten Schmetterlingsarten" (Isis, 1847)
- Exotische Phyciden (Isis, 1848)
- Beitrag zur Kenntnis der Coleophoren" (Isis, 1849)
- Revision der Pterophoriden (Isis, 1852)
- Lepidoptera microptera quae J. A. Wahlberg in caffrorum terra legit (Stockholm, 1852)
- Die Arten der Gattung Butalis beschrieben (Linnaea, 1855)
- The Natural History of the Tineina, amb Henry Tibbats Stainton, Heinrich Frey i John William Douglas. 13 volums, 2000 pàgines (1855)
- Beiträge zur Kenntnis der nordamerikanischen Nachtfalter" (3 parts, Verh. zool. bot. Gesellsch. Wien, 1872–73)
- Beiträge zur Lepidopterenfauna der Ober-Albula in Graubünden (Verh. zool. bot. Gesellsch. Wien., 1877)
- Exotische Lepidopteren (Horae soc. ent. Rossica, 1877)